# Elsa Maria Schiller
 (décembre 2023).
Si vous disposez d'ouvrages ou d'articles de référence ou si vous connaissez des sites web de qualité traitant du thème abordé ici, merci de compléter l'article en donnant les références utiles à sa vérifiabilité et en les liant à la section « Notes et références ».
 (décembre 2023).
Pour les articles homonymes, voir Schiller.
Elsa Maria Schiller, également appelée Elsa Schiller, née le 18 octobre 1897 à Baden et morte le 27 novembre 1974 à Munich, est une pianiste, animatrice et productrice de disques autrichienne.

## Biographie
Elsa Maria Schiller a grandi dans une famille juive sous la monarchie des Habsbourg . La famille Schiller s'installe à Budapest À partir de 1908, elle étudie avec Ernst von Dohnányi et Zoltán Kodály à l'Université de Musique de Budapest. Elle y obtient son diplôme en 1921. D'autres études ont suivi avec Emil von Sauer à Dresde. Après ses études, elle se produit d'abord comme soliste et accompagnatrice dans toute l'Europe.
En 1924, elle s'installa à Berlin. Schiller joua alors non seulement le répertoire de lieder de 19ème siècle, mais aussi des compositions plus contemporaines. À l' époque nazie, Elsa Maria Schiller s'est vue de facto interdire de pratiquer la musique en raison de l'exclusion massive des musiciens d'origine juive de son lieu de résidence à Berlin. De plus, son permis d'enseigner en tant que professeur de musique lui a été retiré. En novembre 1943, elle fut arrêtée par la Gestapo . Le 15 novembre 1943, elle est déportée vers le ghetto de Theresienstadt. Là, elle participe aux soi-disant « activités de loisirs », au cours desquelles elle interprète des sonates de Wolfgang Amadeus Mozart et le Voyage d'hiver de Franz Schubert lors de «soirées colorées». Elle resta dans le ghetto jusqu'à la fin de la guerre. Après la libération, elle a travaillé pendant une courte période au bureau des rapatriés de l'ancien ghetto. À l'été 1945, elle retourna dans son ancienne maison d'adoption de Berlin.
En 1947, elle prend la direction du département « Musique sérieuse » du RIAS Berlin . En 1949, elle y devient chef principal du département. En 1955, elle devient directrice de production chez Deutsche Grammophon à Hanovre. En 1959, elle devient directrice du programme « E-Music » dans la même entreprise
Elsa Maria Schiller a quitté Deutsche Grammophon en 1965 et a finalement déménagé à Hof, près de Salzbourg . Elle a passé les dernières années de sa vie dans sa maison pendant les mois d'été et a vécu à Munich pendant les mois d'hiver. Elsa Schiller est décédée le 27 novembre 1974 à Munich. Elle a été enterrée au cimetière municipal de Salzbourg.

## Liens Web
- Littérature de et sur Elsa Maria Schiller dans le catalogue de la Bibliothèque nationale d'Allemagne.